# Berliner Fußballmeisterschaft 1929/30
Die Berliner Fußballmeisterschaft 1929/30 war die neunzehnte unter dem Verband Brandenburgischer Ballspielvereine (VBB) ausgetragene Berliner Fußballmeisterschaft. Die Meisterschaft wurde in dieser Saison in zwei Gruppen zu mit zehn Mannschaften im Rundenturnier mit Hin- und Rückspiel ausgetragen. Die beiden Gruppensieger spielten dann im Finale um die Berliner Fußballmeisterschaft. Am Ende konnte Hertha BSC erneut das Finale gegen den Berliner Tennis-Club Borussia gewinnen und wurde zum neunten Mal Berliner Fußballmeister. Mit diesem Sieg qualifizierte sich der Verein für die deutsche Fußballmeisterschaft 1929/30, bei der die Herthaner nach Siegen über den Beuthener SuSV 09, der SpVgg Sülz 07 und den 1. FC Nürnberg zum fünften Mal hintereinander das Finale erreichten. Nach den vier Finalniederlagen in den letzten Jahren wurde Hertha BSC durch einen 5:4-Sieg über Holstein Kiel erstmals Deutscher Fußballmeister. Es war zu dem der erste Meistertitel für einen Verein aus dem Verband Brandenburgischer Ballspielvereine. Der Berliner Tennis-Club Borussia war als Berliner Vizemeister, wie in den Vorjahren, ebenfalls für die deutsche Fußballmeisterschaft qualifiziert, schied aber bereits nach einer 1:4-Niederlage gegen die SpVgg Fürth im Achtelfinale aus.

## Gruppe A
| Pl. | Verein                   | Sp. | S  | U | N  | Tore    | Quote | Punkte |
| --- | ------------------------ | --- | -- | - | -- | ------- | ----- | ------ |
| 1.  | Hertha BSC (M)           | 18  | 16 | 1 | 1  | 103:290 | 3,55  | 33:30  |
| 2.  | Berliner SV 1892 (P)     | 18  | 13 | 2 | 3  | 083:410 | 2,02  | 28:80  |
| 3.  | Polizei SV Berlin (N)    | 18  | 10 | 1 | 7  | 047:390 | 1,21  | 21:15  |
| 4.  | Spandauer SV             | 18  | 8  | 5 | 5  | 040:330 | 1,21  | 21:15  |
| 5.  | SV Norden-Nordwest       | 18  | 10 | 0 | 8  | 049:490 | 1,00  | 20:16  |
| 6.  | RFC Halley-Concordia (N) | 18  | 5  | 4 | 9  | 041:620 | 0,66  | 14:22  |
| 7.  | Neuköllner FC Südstern   | 18  | 5  | 3 | 10 | 029:510 | 0,57  | 13:23  |
| 8.  | BFC Kickers 1900         | 18  | 4  | 4 | 10 | 034:660 | 0,52  | 12:24  |
| 9.  | 1. FC Neukölln           | 18  | 3  | 3 | 12 | 032:580 | 0,55  | 09:27  |
| 10. | BV 06 Luckenwalde        | 18  | 3  | 3 | 12 | 024:540 | 0,44  | 09:27  |

| (M) | Titelverteidiger          |
| (P) | Berliner Pokalsieger 1930 |
| (N) | Aufsteiger                |

## Gruppe B
| Pl. | Verein                        | Sp. | S  | U | N  | Tore    | Quote | Punkte |
| --- | ----------------------------- | --- | -- | - | -- | ------- | ----- | ------ |
| 1.  | Berliner Tennis-Club Borussia | 18  | 13 | 3 | 2  | 064:300 | 2,13  | 29:70  |
| 2.  | BTuFC Viktoria 1889           | 18  | 12 | 4 | 2  | 052:270 | 1,93  | 28:80  |
| 3.  | Minerva 93 Berlin             | 18  | 11 | 5 | 2  | 063:330 | 1,91  | 27:90  |
| 4.  | SC Wacker Tegel               | 18  | 12 | 1 | 5  | 064:470 | 1,36  | 25:11  |
| 5.  | Weißenseer FC                 | 18  | 7  | 4 | 7  | 038:400 | 0,95  | 18:18  |
| 6.  | SC Union Oberschöneweide      | 18  | 5  | 5 | 8  | 038:380 | 1,00  | 15:21  |
| 7.  | BFC Preußen                   | 18  | 5  | 4 | 9  | 037:490 | 0,76  | 14:22  |
| 8.  | Potsdamer Sport-Union (N)     | 18  | 4  | 3 | 11 | 030:540 | 0,56  | 11:25  |
| 9.  | Adlershofer BC                | 18  | 4  | 2 | 12 | 037:490 | 0,76  | 10:26  |
| 10. | BFC Wedding (N)               | 18  | 1  | 1 | 16 | 020:760 | 0,26  | 03:33  |

| (N) | Aufsteiger |

## Finale Berliner Fußballmeisterschaft
Das Hinspiel fand am 27. April 1930, das Rückspiel am 4. Mai 1930 statt.
|                                     | Gesamt |                                                        | Hinspiel | Rückspiel |
| ----------------------------------- | ------ | ------------------------------------------------------ | -------- | --------- |
| Hertha BSC (Gruppensieger Gruppe A) | 5:1    | Berliner Tennis-Club Borussia (Gruppensieger Gruppe B) | 3:1      | 2:0       |